# Marianna Szczypka
Marianna Szczypka – polska weterynarz, dr hab. nauk weterynaryjnych, adiunkt i profesor uczelni Katedry Farmakologii i Toksykologii Wydziału Medycyny Weterynaryjnej Uniwersytetu Przyrodniczego we Wrocławiu.

## Życiorys
24 października 2000 obroniła pracę doktorską Wpływ fluorochinolonów na układ odpornościowy myszy, 25 lutego 2014 habilitowała się na podstawie rozprawy zatytułowanej Wpływ inhibitorów fosfodiesterazy (PDE): aminofiliny, milrinonu i sildenafilu, na układ odpornościowy myszy. Została zatrudniona na stanowisku adiunkta i profesora uczelni w Katedrze Farmakologii i Toksykologii na Wydziale Medycyny Weterynaryjnej Uniwersytetu Przyrodniczego we Wrocławiu.